# 萝卜快跑
萝卜快跑（英語：Apollo Go），是百度Apollo的自动驾驶出行服务平台。

## 历史
2022年7月20日，北京正式开放国内首个无人化出行服务商业化试点，萝卜快跑首批25辆北汽极狐无人化车辆正式获准开展常态化付费出行服务。
2022年7月21日，百度与央视新闻联合举办主题为“AI深耕，万物生长”的2022百度世界大会。会上，百度发布了第六代量产无人车Apollo RT6。Apollo RT6具备城市复杂道路的无人驾驶能力，而且成本仅为25万元。根据规划，Apollo RT6会于2023年率先在萝卜快跑上投入使用。
2022年8月8日，重庆、武汉两地政府部门率先发布自动驾驶全无人商业化试点政策，并向百度发放全国首批无人化示范运营资格，允许车内无安全员的自动驾驶车辆在社会道路上开展商业化服务，百度“萝卜快跑”将在重庆、武汉提供车内无安全员的自动驾驶付费出行服务。
截至2024年7月，萝卜快跑载人测试服务范围覆盖11个城市，并将在北京、武汉、重庆、深圳、上海开展全无人自动驾驶出行服务测试。2024年内将实现武汉全程覆盖，计划投入1000辆第六代量产无人车运营。
2024年11月29日，香港运输署表示，萝卜快跑已取得首个自动驾驶车辆先导牌照，首阶段测试将于2024年底前展开。

## 技术
Apollo RT6源自百度自研的「阿波罗星河」架构平台，作为该平台的首款车型，Apollo RT6实现了100%车规级和整车全冗余系统，相较于市面上的改装车可靠性高出两到三个数量级，全面保障乘客出行安全。Apollo RT6硬件上，具备架构冗余、计算单元冗余、制动系统冗余等七重全冗余系统，任何单一零部件或系统失效，备用的冗余系统都可以瞬时完成补位；软件上，搭载了整车+自动驾驶系统一体的故障诊断及风险降级体系。